# Monasterio hispano

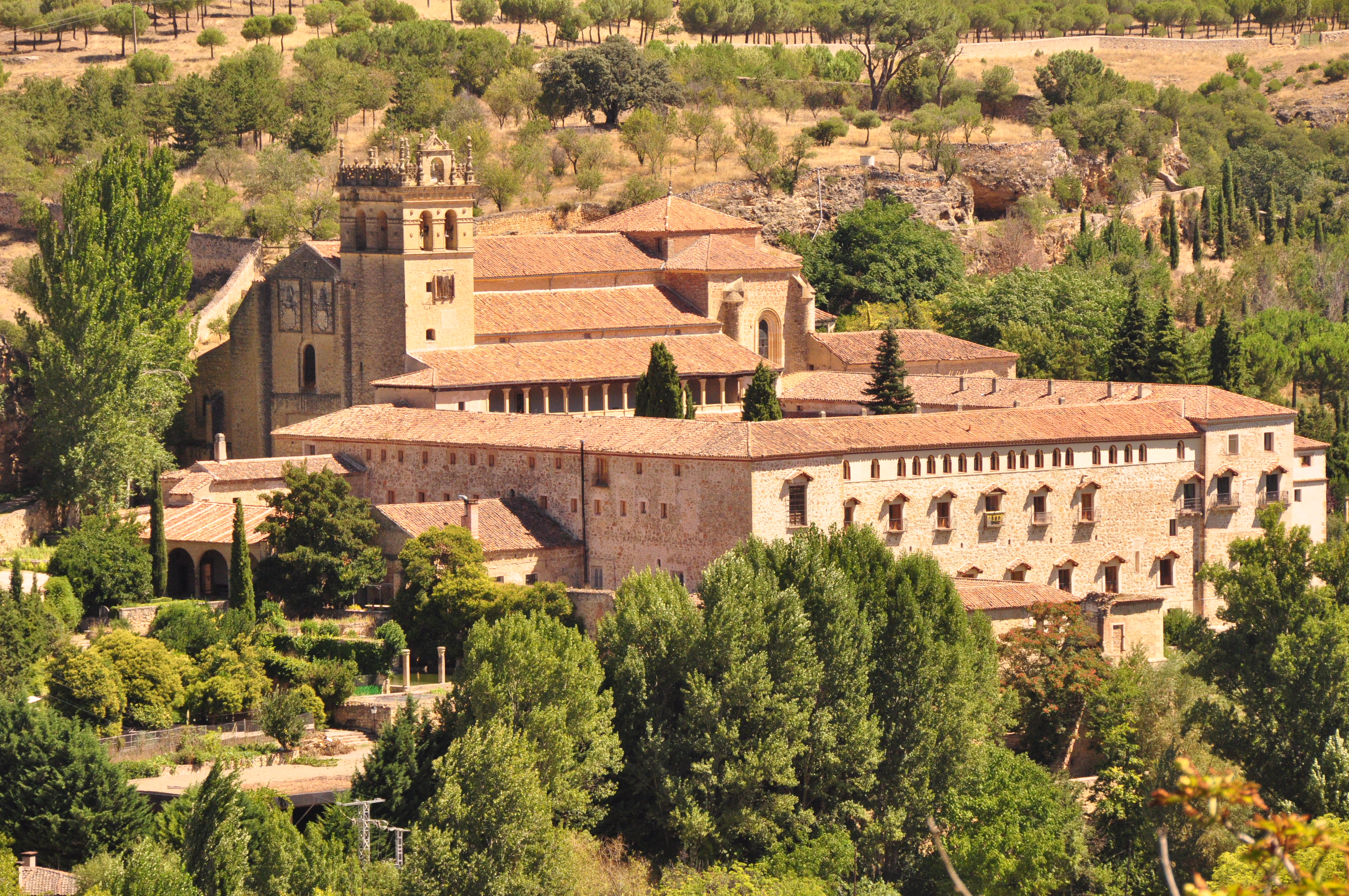
El Monasterio de Santa María del Parral, en Segovia.

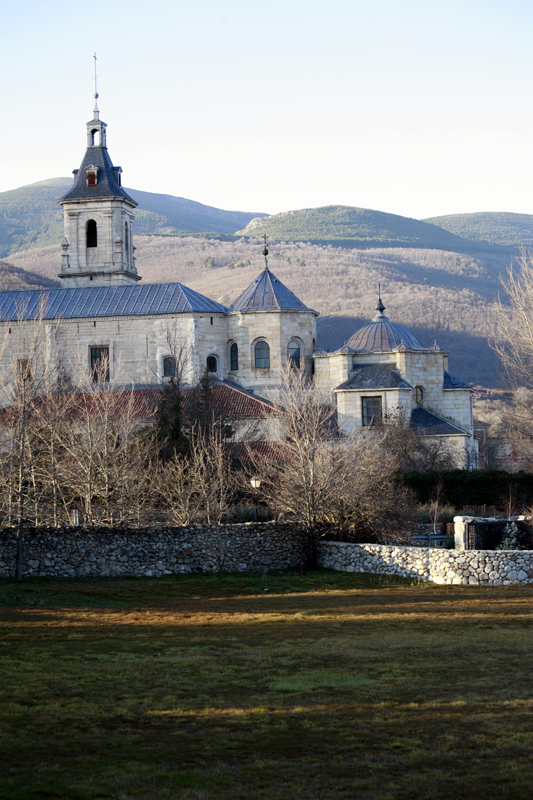
El Monasterio de Santa María de El Paular, Rascafría, Madrid.

Monasterio hispano son aquellos monasterios o cenobios que existieron en la Hispania peninsular desde los comienzos del cristianismo hasta bien entrado el siglo XII en que tanto los edificios como el modo de vida de los monjes y sus reglas se fueron sustituyendo por la liturgia y las reglas de Cluny, el monasterio benedictino que tanta influencia tuvo en la vida monacal de toda Europa.
La renovación de dichos monasterios y sus reglas se inició en Cataluña desde finales del siglo X hasta finales del siglo XI; en Castilla y en León se inició más tarde, desde mediados del siglo XI, mostrando siempre una gran oposición al cambio de rito y de prácticas monásticas. Incluso a principios del siglo XII el obispo de Santiago de Compostela Diego Gelmírez recibió ciertas amonestaciones del papa Pascual II por conservar en algunos puntos las antiguas costumbres hispano visigodas.
Apenas se conservan restos arquitectónicos de estos viejos monasterios pero sí una rica documentación de las reglas que guiaron a los monjes durante los primeros siglos de su existencia. Estos documentos no solo dan noticia de una conducta a seguir sino que en muchos casos describen perfectamente cómo está o debe estar edificado el recinto monacal y su lugar geográfico.

## Características
Una de las características de los monasterios hispanos fue la existencia de un cierto espíritu aristocrático en muchos de sus monjes, debido a que estos cenobios empezaron su vida con un clan familiar de origen noble. De este clan salían los miembros que debían ser abades en otros puntos. Esto ocurría desde las tierras catalanas hasta las gallegas. Este hecho contribuyó a que en algunas reglas hubiese algún capítulo en que se aconsejaba al abad o a la abadesa un trato discriminado hacia miembros de la comunidad en función de su origen de alta o baja posición social. La regla de San Leandro así lo explica, aunque fue bastante criticada en ese aspecto. Este tema clasista fue motivo de protestas y debates, siendo Isidoro de Sevilla uno de los que argumentaron en su contra.
El sentimiento clasista en ciertos monasterios surge del origen y desarrollo del monacato hispano que fue debido a la rotunda intervención de las familias nobles, primero con el hecho de fundar las casas monacales y luego por financiar patrocinar y cuidar de la supervivencia de las mismas.

## Historia y evolución

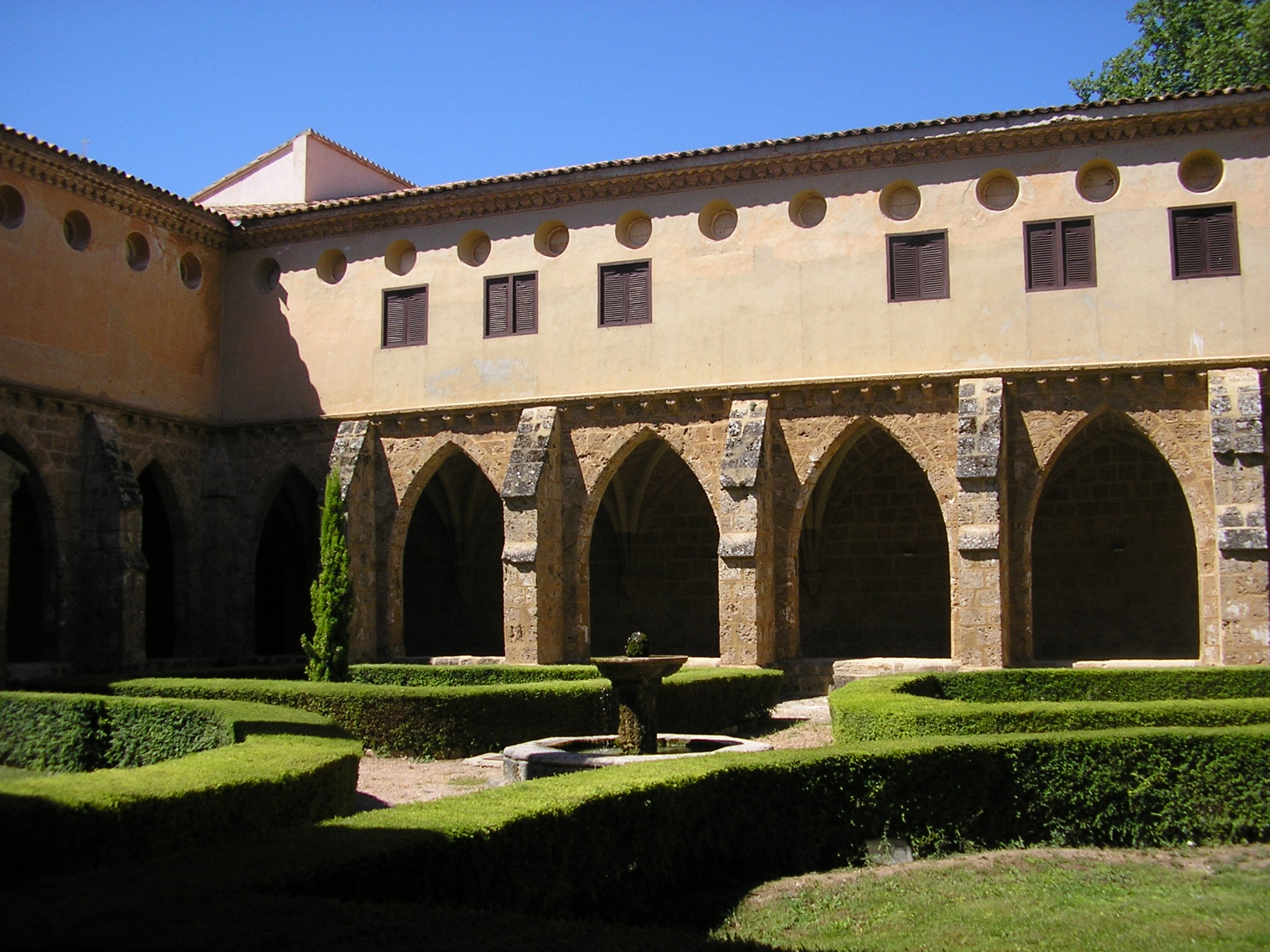
El Monasterio de Piedra de la provincia de Zaragoza en España.

Los primeros monasterios surgieron, como en el resto del mundo cristiano, por la necesidad de que los monjes y ermitaños formaran una comunidad capaz de llevar a cabo la práctica de una regla o normativa en espacios adecuados. Se conoce el esquema que siguieron estas construcciones, así como la vida y costumbres monásticas gracias al preámbulo que Isidoro de Sevilla escribió en el conjunto de su regla y gracias a lo que nos ha llegado de otras reglas del periodo hispano visigodo como fueron las de Leandro Hispalense y la del godo Fructuoso, amén de otras de autores desconocidos.
La mayor preocupación a la hora de levantar un monasterio era conseguir un aislamiento o clausura donde el monje se sintiera lejos de la vida mundana de las ciudades o poblados. Por eso las construcciones buscan el campo, lugares recónditos y apartados pero que al mismo tiempo tengan una comunicación medianamente fácil con la ciudad de la que, en muchos de los casos, dependían para su abastecimiento. No era éste el caso de los monasterios pequeños y pobres que no tenían medios económicos para comprar y se veían forzados a consumir su propia producción y adaptarse a ella.
Con el paso de los años los monasterios se fueron haciendo autosuficientes convirtiéndose incluso en verdaderas explotaciones agrícolas sobre todo a partir del sistema de repoblación de gentes implantado en la alta Edad Media.

## Reglas monásticas
Las principales reglas del monacato hispano proceden del periodo hispano visigodo, cuyos autores fueron Leandro e Isidoro de Sevilla (finales del siglo VI y comienzos del VII) y el godo Fructuoso (San Fructuoso), de familia aristocrática. Hasta este momento los monasterios existentes habían seguido reglas antiguas de Pacomio, Agustín de Hipona, Juan Casiano y Benito de Nursia; estas normativas se fueron adaptando al estilo y necesidades de vida hispanos. Las reglas que se conservan de este periodo son:
- Libro de la educación de las vírgenes y del desprecio del mundo, de Leandro Hispalense, escrito para su hermana Florentina, para el día de su profesión. Está compuesta esta regla por una introducción y 31 capítulos.
- Regla de los monjes o Regula monachorum, de Isidoro de Sevilla. Se cree que fue escrito entre el año 615 y el 619 y en ella puede observarse la influencia de las normas o reglas de los Padres de la Iglesia más antiguos.
- Regla de los monjes o Regula monachorum, del godo Fructuoso. Es muy austera y disciplinaria. No se trata de un escritor erudito pero sí es un experimentado fundador de monasterios. Data aproximadamente del 646.
- Regla común o Regula communis, anónima.
- Collectanea de Abades, redactada por varios autores.

## Complejo monástico
Gracias a las reglas escritas que se conservan puede saberse cómo era el recinto de un monasterio hispano visigodo. Por lo general tenían dos cercas o muros, uno interior que envolvía la clausura y otro externo para las demás dependencias incluido el huerto. Las dependencias propiamente monásticas estaban rodeadas de una cerca interna, es decir estaban enclaustradas, por lo que en esta época se llamaba claustro o dependencias claustrales al conjunto exclusivo de los monjes.

### Sala capitular
Se desconoce por completo la forma y situación de esta sala pues los escritos que se conservan hablan más de las actividades de los monjes en ella que de su arquitectura. Se sospecha que en algunos monasterios usaban el coro de la iglesia para estos menesteres pero se cree que en la mayoría existía un sector más adecuado. El lugar es descrito con nombres que se refieren a la tarea de los monjes:
- Conferencia o conlatio
- Locus conlationis o colecta o conventus communis

Los domingos tenían una reunión solemne y tres veces por semana se reunían después de la tercia para escuchar las palabras del abad, leer las reglas antiguas y advertir de las faltas que debieran corregirse. Se requería silencio absoluto entre los monjes y solo podían hablar si eran interrogados.

### Refectorio
En las reglas hispanas se dice: "El refectorio será así mismo único. Para comer se sentarán 10 a cada mesa". Los monjes comían en silencio y escuchaban la lectura que un compañero les dirigía sentado en una silla en medio de la sala. La dieta era parca, de alimentos pobres a base de verduras y legumbres; solo comían carne los días de fiesta. En la dieta entraba el complemento de 3 medidas de vino.
En cada época del año se hacía un número determinado de comidas al día, así en Cuaresma se ayunaba y solo se comía pan y agua. Desde Pentecostés hasta el principio del otoño tenían más de una comida al día, mientras que el resto del año solo servían una cena que consistía en tres platos: verduras, legumbres y fruta. La regla de San Fructuoso era todavía más severa, pues estaba absolutamente prohibido comer carne en todo el año, salvo enfermos, ancianos o monjes que tenían que viajar. En las fiestas comían pescado. El vino no faltaba nunca pues servía de tónico medicinal que elevaba el ánimo. Sin embargo estaba prohibido en las comunidades de monjas. La comida era servida por los propios monjes.

### Dormitorio
Las reglas aconsejaban que hubiera un solo dormitorio común a los monjes, una sala espaciosa donde estuvieran colocados los catres y que sirviera a la vez para algunas reuniones menores y como sala de lectura o sala de monjes. Tal amplitud traía complicaciones técnicas de construcción por lo que se optó por hacer dormitorios de grupos de diez individuos al frente de los cuales había siempre un monje de más edad. La regla de Fructuoso es explícita en este tema y aconseja desde el principio el dormitorio de diez personas que recibía el nombre de decania (decaniae) porque se llamaba decano al monje que estaba encargado de su custodia.
El lecho constaba de un jergón, una cubierta, pieles velludas que abrigaban bien y una o dos mantas más una o dos almohadas. Estaba bien estipulada la separación que debía existir entre las camas "para evitar incentivos de la pasión" (regla de Fructuoso) y también se ordenaba el completo silencio. Además por la noche era necesario que se encendiese una luz tenue para poder vigilar a los monjes que descansaban en sus catres.

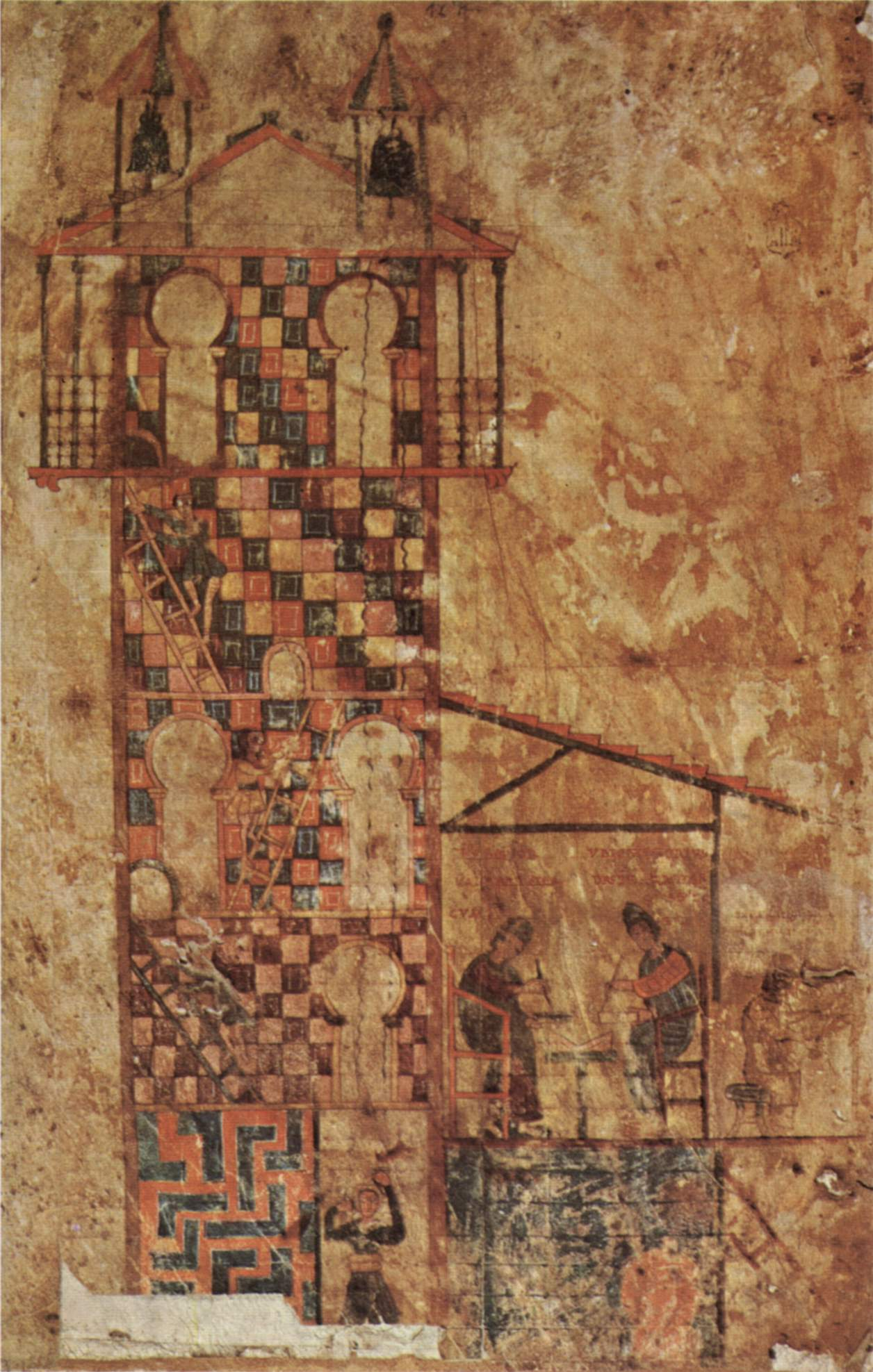
Scriptorio y biblioteca del Beato de Távara

### Biblioteca
Isidoro de Sevilla escribía lo siguiente:

«El monje no debe leer libros de autores paganos o herejes, pues preferible ignorar sus doctrinas perniciosas que caer en el lazo de sus errores.»

Estos consejos, aún viniendo de una persona tan instruida como Isidoro, son la tónica general no solo para los monasterios hispanos sino para todo el monacato medieval. El hermano de Isidoro, Leandro Hispalense, recomienda a su hermana Florentina (priora de un monasterio femenino) que lea la Biblia con cierto cuidado, sobre todo el Cantar de los Cantares donde debe hacer caso omiso a las insinuaciones carnales que allí se expresan.
En aquellos primeros monasterios hispánicos las bibliotecas tenían pequeños depósitos de libros. Lo mismo ocurría con el resto de monasterios europeos pues las grandes bibliotecas famosas solo se dieron en monasterios excepcionales por su importancia y por su extenso complejo arquitectónico. El encargado de los libros era el sacristán que hacía las veces de bibliotecario. Los monjes debían pedir un solo ejemplar y a la hora prima. Su devolución se hacía después de vísperas. Los libros cuyo tema era el ceremonial litúrgico se guardaban en la sacristía. En la biblioteca trabajaba el escriba, el iluminador y sus ayudantes. Se puede tener una idea de cómo eran estas bibliotecas mirando con detenimiento el Beato de Távara en una de cuyas miniaturas se describe el lugar con todo detalle: la estancia se encuentra a la derecha de una torre y en una segunda planta donde puede verse al escriba y al iluminador trabajando sobre un códice; en la siguiente estancia hay dibujada otra persona que se está encargando de preparar las pieles para convertirlas en pergaminos que serán los futuros libros.

### Otras dependencias
Por las ordenanzas de algunas reglas se sabe que fuera de la propia clausura se disponía de unas dependencias especiales para la reclusión de monjes ancianos o enfermos, con los servicios necesarios y una ayuda de servidores elegidos por el abad. Había cerca otras dependencias que acogían a los monjes viajeros. Existía también la cilla o almacén y el ropero, pero se desconoce la ubicación.
Había otros espacios destinados al cumplimiento de la penitencia de los monjes. Se ignora la forma y el lugar pero se sabe por la Regla Común que los castigos tenían varios grados según la importancia del pecado cometido. Las faltas más graves se castigaban con una especie de cárcel oscura en la que los castigados solo recibían pan y agua. Las sanciones leves consistían en un ayuno y una prohibición de entrar en la iglesia durante algún tiempo estipulado. La regla de Fructuoso es bastante dura para las faltas graves: el culpable será rapado y expuesto a los insultos y salivazos en el rostro, será sujetado con grillos de hierro y encerrado en la cárcel por seis meses. A veces se llegaba a los azotes.
Tampoco se tiene noticia sobre la captación de aguas en estos monasterios ni sobre la ubicación de los baños y letrinas, solo hay descripciones de la conducta a seguir: el baño se recomendaba solo en casos de enfermedad pues se consideraba como excitante de la sensualidad y el pecado. Los monjes que acudieran a las letrinas debían permanecer en silencio y oración y con las manos en alto, de manera que pudieran verse desde fuera.

### El cementerio
Las ordenanzas decían que los monjes debían ser enterrados todos juntos. Los yacimientos arqueológicos han dado constancia de este hecho. El lugar apropiado era junto a los muros del monasterio. Era un privilegio ser enterrado junto a la puerta de entrada del monasterio o de la iglesia, como en el caso de Domingo Manso, el monje que renovó Silos, cuya tumba fue hallada junto a la entrada de la iglesia. Otros abades dispusieron su sepultura con un cierto lujo a pesar de haber llevado una vida austera y de sacrificio. Así el mismo San Fructuoso se construyó un arcosolio en la iglesia de Montelios y aunque la tumba fue sencilla, el emplazamiento abovedado y de cantería podía parecer un mausoleo romano. El abad y obispo del Bierzo, Genadio de Astorga, fue enterrado por sus discípulos en el contraábside de Santiago de Peñalba que había sido una de sus fundaciones.